# Doge (meme)

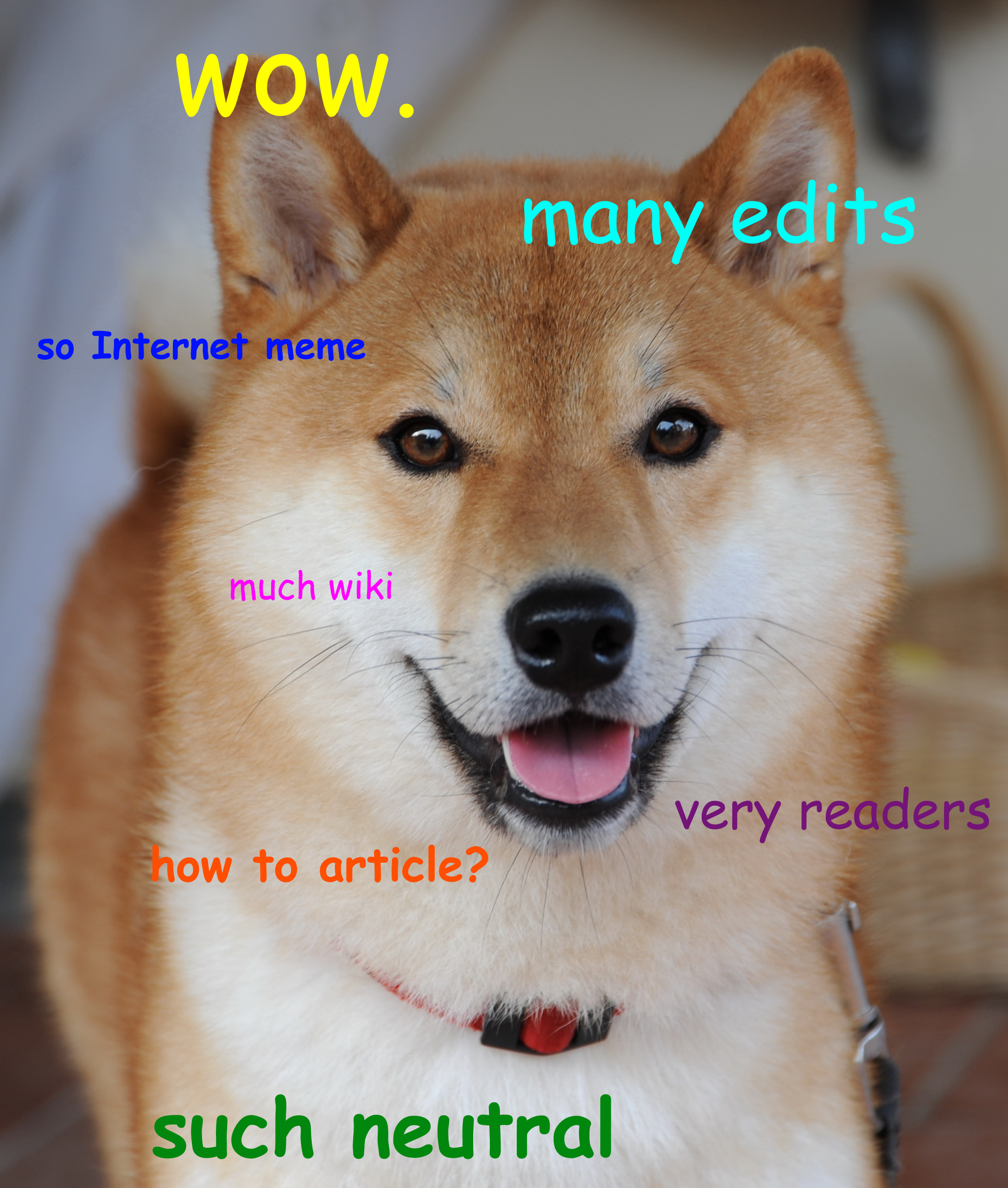
Exemplo de imagem do meme Doge

Doge é um meme da Internet que se tornou popular em 2013. O meme normalmente consiste em uma imagem de um cachorro da raça tipicamente japonesa Shiba Inu acompanhada muitas das vezes por um texto multicolorido na fonte Comic Sans. O texto, representando uma espécie de monólogo interno, é deliberadamente escrito com gírias e pronomes em inglês.
O meme é baseado em uma fotografia de 2010 e se tornou popular perto do final de 2013, sendo nomeado como Top meme na página Know Your Meme nesse mesmo ano. Uma criptomoeda baseada no Doge, a Dogecoin, foi lançada em dezembro de 2013 e o Shiba Inu foi apresentado no carro NASCAR de Josh Wise ao abrigo de um acordo de patrocínio. Doge também foi citado por membros do Congresso dos Estados Unidos, um vídeo de segurança da Delta Air Lines, um ovo de páscoa referente à Google Gulp e o vídeo da música "Word Crimes" de "Weird Al" Yankovic. Perto do início da década de 2020, o meme teve um ressurgimento em popularidade devido principalmente à sua associação com a Dogecoin, que atingiu uma capitalização de mercado de mais de US$90 bilhões de dólares em maio de 2021. Várias pesquisas online e meios de comunicação reconheceram Doge como um dos melhores memes da Internet dos anos 2010.[carece de fontes?]
No dia 24 de maio de 2024, a cachorra que deu origem à imagem do meme, Kabosu, morreu aos 18 anos.

## Estrutura
Os memes do Doge geralmente usam frases de duas palavras em que a primeira palavra é quase sempre um dos cinco modificadores ("so", "such", "many", "much" e "very") e o desvio do inglês correto é usado como modificador com uma palavra que ele não pode corretamente modificar. Por exemplo, "Muito respeito. Tão nobre." usam os modificadores Doge, mas não é "adequadamente" Doge, porque os modificadores são usados de maneira formalmente correta; a versão Doge seria "Muito nobre, tanto respeito." Além dessas frases, um enunciado Doge geralmente termina com uma única palavra, na maioria das vezes "uau", mas "surpreender" e "excitar" também são usados.